# Orde van de Vriendschap (Vietnam)
De Orde van de Vriendschap (Vietnamees:"Huân chương Hữu nghị") is een orde van verdienste van de Democratische Republiek van Vietnam. Men verleent deze op 26 november 2003 ingestelde orde aan vreemdelingen en buitenlandse organisaties voor verdiensten voor de opbouw, consolidatie en ontwikkeling van de vriendschap tussen Vietnam en de landen in de wereld.
De statuten vermelden twee criteria:
- Solidariteit tussen de volkeren, wederzijds respect voor elkanders soevereiniteit en de wetten en gebruiken van Vietnam.
- Belangrijke bijdragen aan de opbouw en economische ontwikkeling van Vietnam. Verdiensten voor de maatschappij, de veiligheid en strijdkrachten, de politieke, wetenschappelijke en diplomatieke relaties, milieuhygiëne en natuurbehoud, cultuur en wetenschap. Ook organisaties en instituten komen in aanmerking voor de Orde van de Vriendschap wanneer zij aan deze criteria voldoen.

Het is in uitvoering en decoratiebeleid een typisch voorbeeld van een Socialistische orde. De vroegere onderscheidingen van de Sovjet-Unie hebben als voorbeeld gediend.
Net als veel socialistische orden wordt de Orde van de Vriendschap aan een vijfhoekig gevouwen lint gedragen. De vorm is typisch Russisch en sluit niet aan bij Vietnamese tradities. De eveneens vijfpuntige ster van de Russische Orde van de Vriendschap tussen de Volkeren heeft model gestaan voor zijn Vietnamese evenknie.
De Orde voor Dapperheid is hoger in rang en wordt daarom vóór de Orde van de Vriendschap gedragen.
Vietnam kent sinds 2003 ook een Medaille van de Vriendschap